# Bushismi

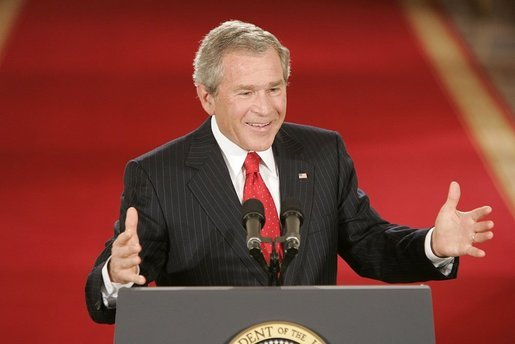
George W. Bush durante un discorso

Con il termine bushismi (neologismo inglese bushisms) ci si riferisce a parole o frasi pronunciata dall'ex Presidente degli Stati Uniti d'America George W. Bush caratterizzate da errori di grammatica, di sintassi o di logica.
Quando ci si riferisce al bushismo si fa riferimento ad una forma di parafasìa neologistica. Il termine è entrato nell'uso comune (soprattutto negli Stati Uniti, ma anche altrove) in seguito al proliferare, nei mass media, di raccolte di "bushismi"; oltre ai numerosi siti web dedicati all'argomento, grande successo ha avuto una serie di raccolte di citazioni bizzarre di Bush pubblicate dal giornalista satirico Jacob Weisberg.

## Caratteristiche
Nei discorsi di Bush si trovano errori di vario tipo. Fra i tipi di errori più frequenti si possono citare:
- aggiungere una desinenza d'agente a parole inglesi alle quali normalmente questo tipo di desinenza non si applica.
- aggiungere la s finale a sostantivi plurali che non la richiedono, come childrens;
- costruire neologismi fondendo due parole in un "portmanteau" come tacular (unione di tactical, "tattico", e nuclear, "nucleare", per riferirsi al nucleare tattico);
- scambiare sillabe o lettere di parole accostate, per esempio mexed missages invece di mixed messages o terriers and bariffs invece di barriers and tariffs, fenomeno già noto come spoonerismo;
- usare parole composte inesistenti, come misunderestimated (in italiano corrisponderebbe a malsottovalutato); ma si potrebbe anche ipotizzare la fusione delle parole misunderstood ("incompreso") e underestimated ("sottovalutato")
- usare costruzioni che comprendono elementi ridondanti o bizzarri, come in «abbiamo avuto occasione di visitare Teresa Nelson, che è una genitrice e una mamma o un papà»;
- usare la doppia negazione (scorretta in inglese standard ma tipica della parlata dialettale), come in «We've not got no better friend and ally than South Korea».
- mangiarsi alcune lettere, come in terrorist pronunciato trorist.

I bushismi, talvolta estrapolati dal contesto, sono usati dagli oppositori di Bush per attribuirgli (scherzosamente o seriamente, implicitamente o esplicitamente) lacune culturali (in fatto di geografia, storia, tecnologia e via dicendo) o disfunzioni neurologiche.

## Bushismi e Internet

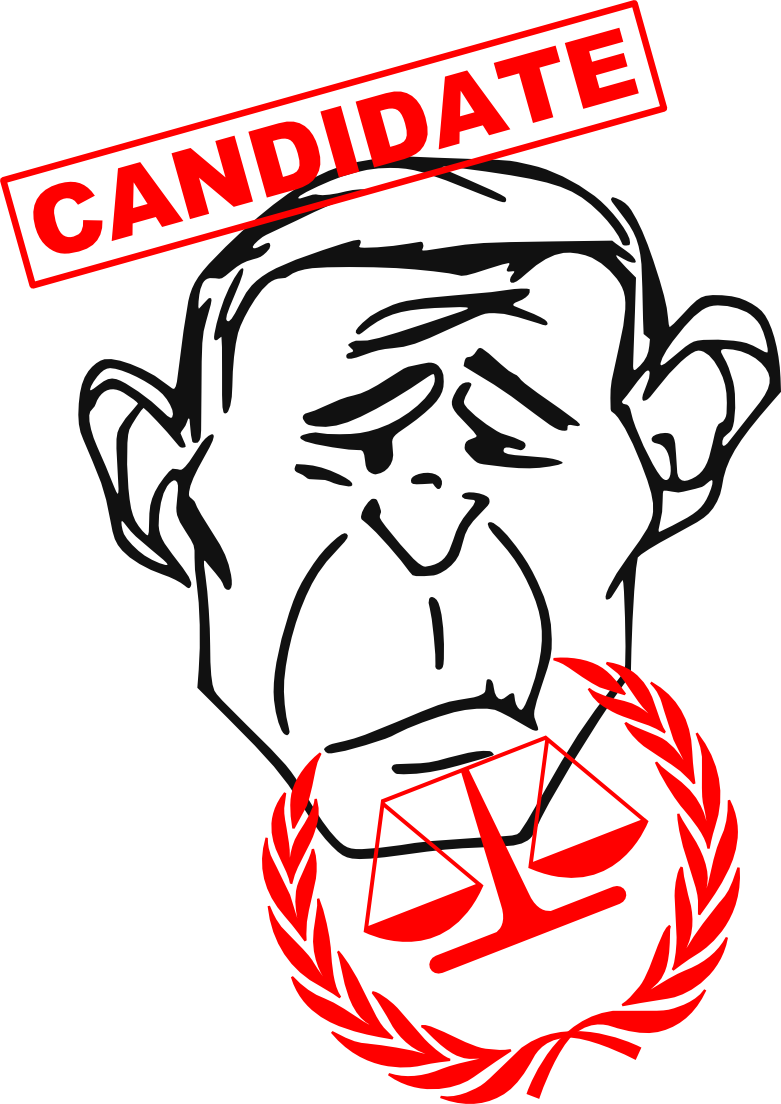
Una caricatura

In rete esistono numerosi siti dedicati ai bushismi, a partire da quello gestito dallo stesso Jacob Weisberg, autore della serie Bushisms. Data la loro natura comica e la visibilità internazionale dell'ex Presidente degli Stati Uniti, i bushismi tendono a diffondersi rapidamente nella rete, e hanno dato luogo a un fenomeno di Internet piuttosto vasto, sebbene abbastanza circoscritto ai siti in lingua inglese. Un bushismo che ha avuto una eco particolarmente forte sul Web è la parola Internets (in italiano "le Internet", al plurale) che Bush ha usato due volte nei dibattiti elettorali del 2004. Questa parola è stata enfatizzata da molti siti web e altri media, allo scopo di mettere in dubbio la comprensione di Bush delle tecnologie moderne. Il giorno dopo il primo dei dibattiti televisivi in cui Bush ha detto "Internets", la celebre trasmissione comica Saturday Night Live ha trasmesso una parodia del dibattito in cui il presidente diceva:
(Saturday Night Live, 9 ottobre 2004)
In occasione del National Poetry Day, il Washington Post ha pubblicato una poesia dal titolo "Make the Pie Higher" ("Aumenta la torta") composta interamente da bushismi, e scritta dal fumettista Richard Thompson:
Make the Pie Higher

## Alcuni bushismi

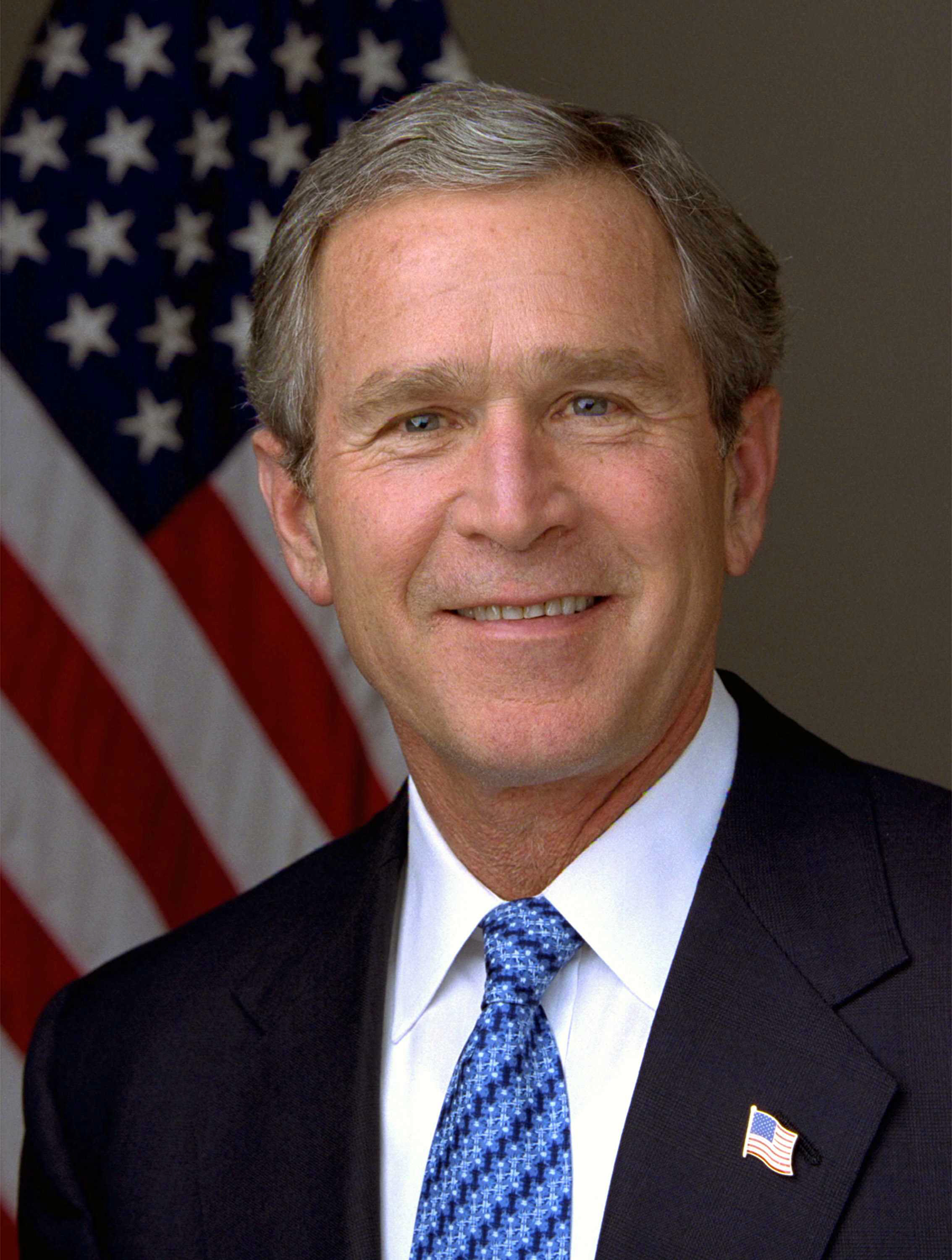
George W. Bush, 43º presidente degli Stati Uniti d'America

- «Wow! Il Brasile è grande» (osservando una mappa del Brasile mostrata dal presidente Lula da Silva). 7 novembre 2005
- «Siamo ansiosi di ascoltare la tua visione, così potremo fare il nostro lavoro più meglio» (We look forward to hearing your vision, so we can more better do our job) - 20 settembre 2005.
- «Sono anche consapevole che l'uomo non dovrebbe mai mettere parole nella bocca di Dio. Voglio dire, non dovremmo mai attribuire a Dio disastri naturali o altro. Non siamo in alcun modo o forma dovrebbe un essere umano giocare a essere Dio» (I'm also mindful that man should never try to put words in God's mouth. I mean, we should never ascribe natural disasters or anything else to God. We are in no way, shape, or form should a human being, play God) - Sulla ABC, 14 gennaio 2005
- «Penso che siamo chiamati a fare il duro lavoro di rendere la nostre comunità e la nostra qualità della vita un posto migliore» (I believe we are called to do the hard work to make our communities and quality of life a better place) - 5 gennaio 2005
- «Mi rifiuto di farmi coinvolgere in discussioni ipnoteoretiche». Indianapolis, 15 ottobre 2004
- «I nostri nemici sono creativi e pieni di risorse, e lo siamo anche noi. Loro non smettono mai di pensare a nuovi modi per danneggiare il nostro paese e la nostra gente, e nemmeno noi» (Our enemies are innovative and resourceful, and so are we. They never stop thinking about new ways to harm our country and our people, and neither do we) - 5 agosto 2004
- «Vi voglio ricordare che per combattere e vincere la guerra si richiede una spesa di denaro commiserata (sic) a mantenere la promessa alle nostre truppe per assicurarsi che siano ben pagate, ben addestrate, ben equipaggiate». (I want to remind you all that in order to fight and win the war, it requires an expenditure of money that is commiserate with keeping a promise to our troops to make sure that they're well-paid, well-trained, well-equipped) - 15 dicembre 2003
- «Il modo migliore per trovare questi terroristi che si nascondono nelle buche è avere gente che si fa avanti per descrivere l'ubicazione della buca, è dare indizi e dati». (The best way to find these terrorists who hide in holes is to get people coming forth to describe the location of the hole, is to give clues and data.) - 15 dicembre 2003
- «Quella settimana nel 1989 ci furono proteste a Berlino Est e a Lipsia. Entro la fine dell'anno, ogni dittatura comunista nell'America Centrale era crollata». (This very week in 1989, there were protests in East Berlin and in Leipzig. By the end of that year, every communist dictatorship in Central America had collapsed) - 6 novembre 2003
- «L'America si batte per la libertà, la ricerca della felicità, e per l'inalienalienabile diritto alla vita" (inalienalienable)» - 3 novembre 2003
- «Come sapete, queste sono discussioni aperte, potete venire e ascoltare cos'ho da dire» (As you know, these are open forums, you're able to come and listen to what I have to say) - 28 ottobre 2003
- «L'ambasciatore e il generale mi stavano facendo rapporto sulla vasta maggioranza di iracheni che vogliono vivere in un mondo pacifico e libero. Noi troveremo queste persone e le assicureremo alla giustizia» (The ambassador and the general were briefing me on the -- the vast majority of Iraqis want to live in a peaceful, free world. And we will find these people and we will bring them to justice) - 27 ottobre 2003
- «Sono contento di poter salutare Bill Scranton. Lui è una delle grandi famiglie politiche della Pennsylvania». (I'm so pleased to be able to say hello to Bill Scranton. He's one of the great Pennsylvania political families) 15 settembre 2003
- «Penso che la guerra sia un luogo pericoloso». (I think war is a dangerous place) - 7 maggio 2003
- «Se siete stanchi della politica del cinismo, dei sondaggi e dei principi, unitevi a questa campagna» (If you're sick and tired of the politics of cynicism and polls and principles, come and join this campaign) - 16 febbraio 2000
- «Si tratta evidentemente di un budget. È pieno di numeri» (It's clearly a budget. It's got lots of numbers in it) - 5 maggio 2000
- «Io comprendo la crescita dei piccoli business; lo ero anch'io» (I understand small business growth. I was one) - 16 febbraio 2000
- «Sono soldi vostri; avete pagato per essi». (It's your money. You paid for it) - 18 ottobre 2000
- «So che gli umani e i pesci sono capaci di coesistere in pace» (I know the human being and fish can coexist peacefully) - 29 marzo 2001
- «Mandela è morto perché Saddam Hussein uccise tutti i Mandela» (Mandela's dead because Saddam Hussein killed all the Mandelas) - 20 settembre 2007
- «C'è un vecchio detto in Tennessee - so che è nel Texas, credo anche nel Tennessee - che dice: fregami una volta, peggio per te. Fregami e non sarai più fregato» (There's an old saying in Tennessee - I know it's in Texas, probably in Tennessee - that says, 'Fool me once, shame on, shame on you. Fool me, you can't get fooled again)
- «Quando ero giovane e irresponsabile, ero giovane e irresponsabile».